# Triathle

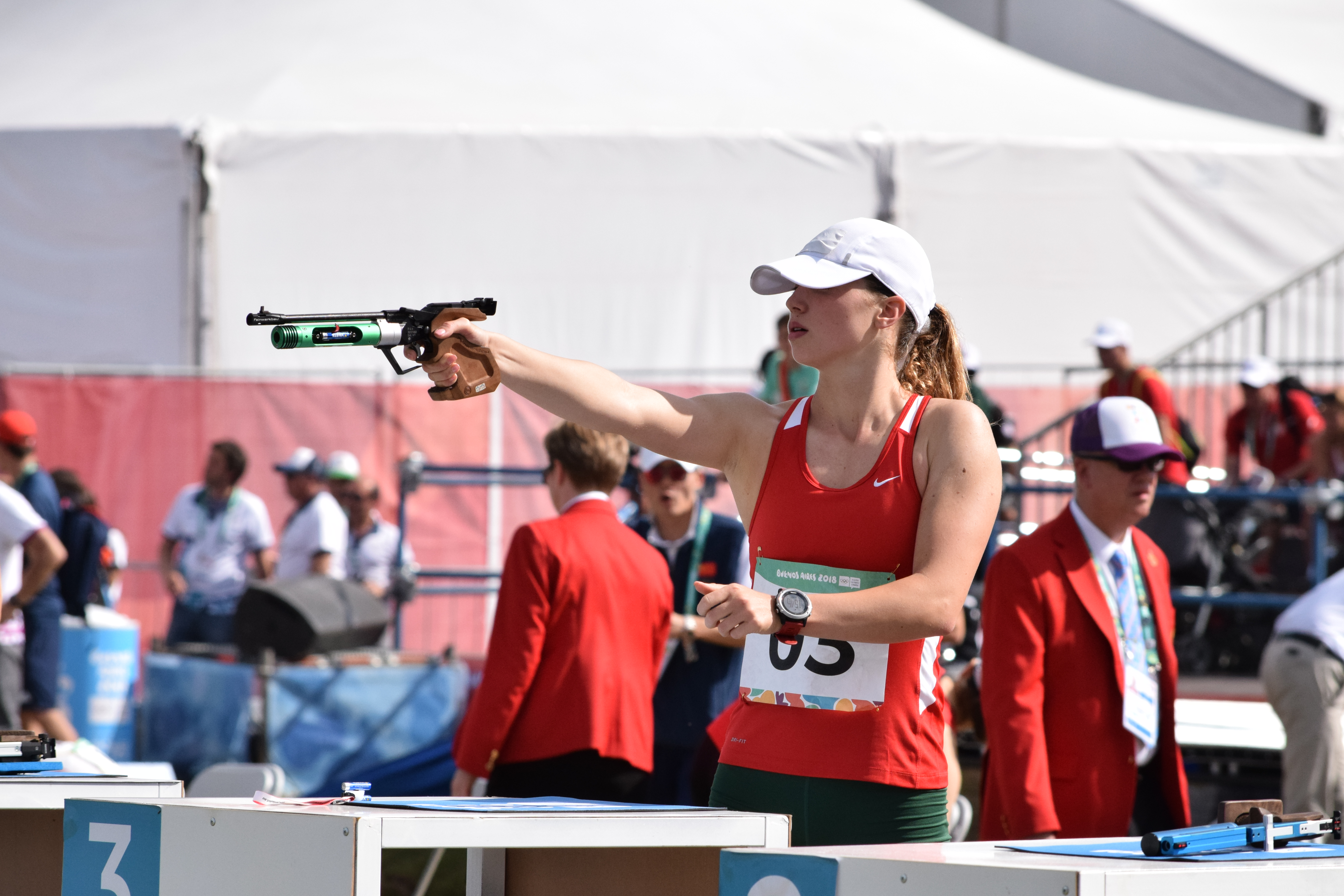
Schießen mit der Laser-Pistole

Triathle ist ein Kombinationswettkampf, in dem die Disziplinen Schießen, Schwimmen und Laufen direkt nacheinander ausgetragen und mehrfach wiederholt werden.

## Einführung
Dachverband der Sportart ist die Union Internationale de Pentathlon Moderne (UIPM). Der Triathle umfasst drei der fünf Disziplinen des Modernen Fünfkampfes mit Ausnahme des Degenfechtens und Springreitens bzw. Obstacle Racing. Verglichen mit einer anderen Sportart unter Zuständigkeit der UIPM erweitert der Triathle den Laser Run (Laufen und Schießen) um die Disziplin des Schwimmens. Seit 2013 werden Weltmeisterschaften (Triathle World Championships) ausgetragen.
Der Triathle wird auf der Grenze zwischen Mittel- und Langstrecke ausgetragen, während Triathlon eine Ausdauersportart ist.

## Wettbewerb

### Ablauf
In einem Triathle werden Schießen mit einer Laserpistole, Freistilschwimmen und Geländelauf mehrfach hintereinander wiederholt. Die Anzahl der Wiederholungen und die Distanzen beim Schwimmen und Laufen richten sich nach der Altersgruppe. Die Gesamtzeit wird gestoppt.
Der Ablauf eines Triathle ist:
- Massenstart (ca. 25 m oder 300 bis 600 m vom Schießstand entfernt)
- Schießen (5 Treffer in 50 Sekunden)
- Schwimmen (25 bis 50 m)
- Laufen (300 oder 600 m)
- […] Wiederholung der Sequenz von Schießen, Schwimmen und Laufen (2 bis 4 Wiederholungen)
- Ziel: Die erste Person, die die Ziellinie überquert, siegt.

Die Anzahl der Wiederholungen und die Distanzen beim Laufen richten sich nach der Altersgruppe. Die Wertung erfolgt getrennt nach Geschlecht und Altersgruppe.
Es werden Einzel- und „mixed“ Staffelrennen ausgetragen.
Bis einschließlich 2021 wurde in allen Klassen bereits kurz nach dem Start (ca. 25 m) mit dem Schießen begonnen und anschließend die Sequenzen von Schießen und Laufen (200 bis 800 m) mehrfach wiederholt. Im Jahr 2022 wurden die Distanzen auf Runden von 300 bzw. 600 m vereinheitlicht und der Ablauf für die Klassen von 17 bis 39 Jahren modifiziert: Diese Altersgruppen beginnen nicht direkt nach dem Start mit dem Schießen, sondern laufen zunächst eine volle Runde, bis das erste Mal geschossen wird.

### Altersklassen
Da der Umgang mit Laserpistolen ungefährlich ist, können Kinder auch schon im jungen Alter an Triathle-Veranstaltungen teilnehmen. Die niedrigste internationale Altersklasse ist „U 11“ (Kinder unter 11 Jahren); die höchste „Masters 60+“ (Menschen über 60 Jahren). Die leistungsstärkste Klasse ist die der „Senioren“ (22 bis 39 Jahre). In dieser Altersklasse wird fünf Mal 600 m gelaufen, vier Mal 50 m geschwommen und vier Mal auf 10 m geschossen.
Je nach Altersklasse verringern sich die Anzahl der Wiederholungen, die Distanz der Runden oder der Schwimmstrecke sowie der Abstand zum Ziel.

## Ausrüstung

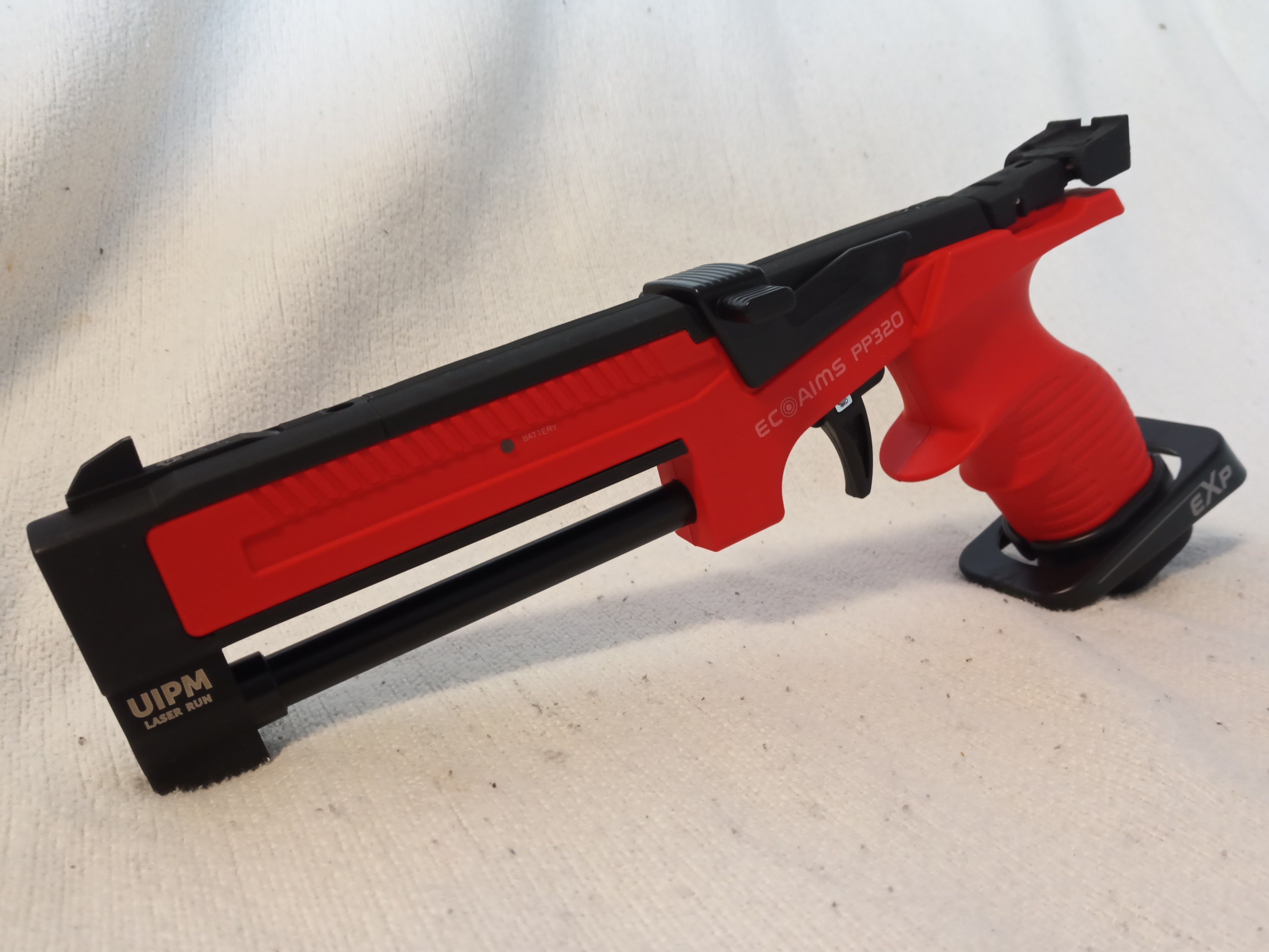
Laserpistole für den Triathle

### Kleidung
Erlaubt ist ein ein- oder zweiteiliger Triathlonazug mit kurzen oder ohne Ärmel. Wegen des stetigen Wechsels zwischen Schwimmen und Laufen werden in der Regel elastische Schnürsenkel für einen raschen Wechsel in die Laufschuhe getragen.

### Laserpistole
Beim Triathle werden Laserpistolen und Ziele verwendet, die durch den Weltverband homologiert sein müssen. Laserpistolen werden bei regionalen Triathle-Wettbewerben in der Regel auch von den Veranstaltern zur Verfügung gestellt, um den Einstieg in den Sport zu ermöglichen. Bei nationalen oder internationalen Wettbewerben treten die Teilnehmenden mit eigenen Pistolen an. Die Laserpistolen sind für Zuschauer und Teilnehmende ungefährlich und unterliegen nicht der Waffengesetzgebung.

### Schießstand und Zielscheiben
Geschossen wird auf eine Scheibe pro Schussbahn, die je nach Wettbewerb in einer Entfernung von 5 m oder 10 m angebracht ist. Das elektronische Ziel im Laser Run ist von den Maßen identisch mit einer Zielscheibe im Luftpistolenschießen: Es hat die Mindestmaße von 17,0 cm × 17,0 cm. Der als Treffer gewertete Zielbereich beträgt 59,5 mm. Dies entspricht dem Durchmesser des 7er-Kreises bzw. dem schwarzen Bereich des „Spiegels“.

## Wettbewerbe
Im Jahr 2023 wurden die ersten Weltmeisterschaften im Triathle ausgetragen; ein Jahr später die Europameisterschaften und wieder ein Jahr später die ersten Deutschen Meisterschaften. In der Regel werden diese Wettbewerbe zusammen mit Biathle veranstaltet.

### Triathle World Championships
Weltmeisterschaften (Triathle World Championships) werden seit 2013 ausgetragen. Die Austragungsorte der Triathle World Championships:
| Jahr | Stadt            | Land               |
| ---- | ---------------- | ------------------ |
| 2013 | Limassol         | Zypern             |
| 2014 | Puerto San José  | Guatemala          |
| 2015 | Batumi           | Georgien           |
| 2016 | Sarasota         | Vereinigte Staaten |
| 2017 | Viveiro          | Spanien            |
| 2018 | Hurghada         | Ägypten            |
| 2019 | Saint Petersburg | Vereinigte Staaten |
| 2021 | Weiden           | Deutschland        |
| 2022 | Machico          | Portugal           |
| 2023 | Bali             | Indonesien         |
| 2024 | Port Said        | Ägypten            |
| 2025 | Mossel Bay       | Südafrika          |
| 2026 | Funchal          | Portugal           |

### Triathle European Championships
Seit 2014 werden Europameisterschaften (European Championships) im Triathle ausgetragen. In der Regel werden diese Wettbewerbe zusammen mit Biathle veranstaltet. Die Austragungsorte:
| Jahr | Austragungsort | Land         |
| ---- | -------------- | ------------ |
| 2014 | Setúbal        | Portugal     |
| 2015 | Kuşadası       | Türkei       |
| 2016 | Setúbal        | Portugal     |
| 2017 | Setúbal        | Portugal     |
| 2018 | Weiden         | Deutschland  |
| 2019 | Machico        | Portugal     |
| 2021 | Castelldefels  | Spanien      |
| 2022 | Marathon       | Griechenland |
| 2023 | Erding         | Deutschland  |
| 2024 | Funchal        | Portugal     |
| 2025 | Antalya        | Türkei       |

### Deutsche Meisterschaften im Triathle
Die Austragungsorte der Deutschen Meisterschaften im Triathle:
| Jahr | Stadt    | Bundesland          |
| ---- | -------- | ------------------- |
| 2015 | Neuss    | Nordrhein-Westfalen |
| 2016 | Aalen    | Baden-Württemberg   |
| 2017 | Weiden   | Bayern              |
| 2018 | Aalen    | Baden-Württemberg   |
| 2019 | Aalen    | Baden-Württemberg   |
| 2021 | Weiden   | Bayern              |
| 2022 | Weiden   | Bayern              |
| 2023 | Kösingen | Baden-Württemberg   |
| 2024 | Kösingen | Baden-Württemberg   |
| 2025 | Weiden   | Bayern              |